# Myrthe Schoot
Myrthe Mathilde Schoot (Winterswijk, 29 agosto 1988) è una pallavolista olandese, nel ruolo di libero.

## Carriera

### Club

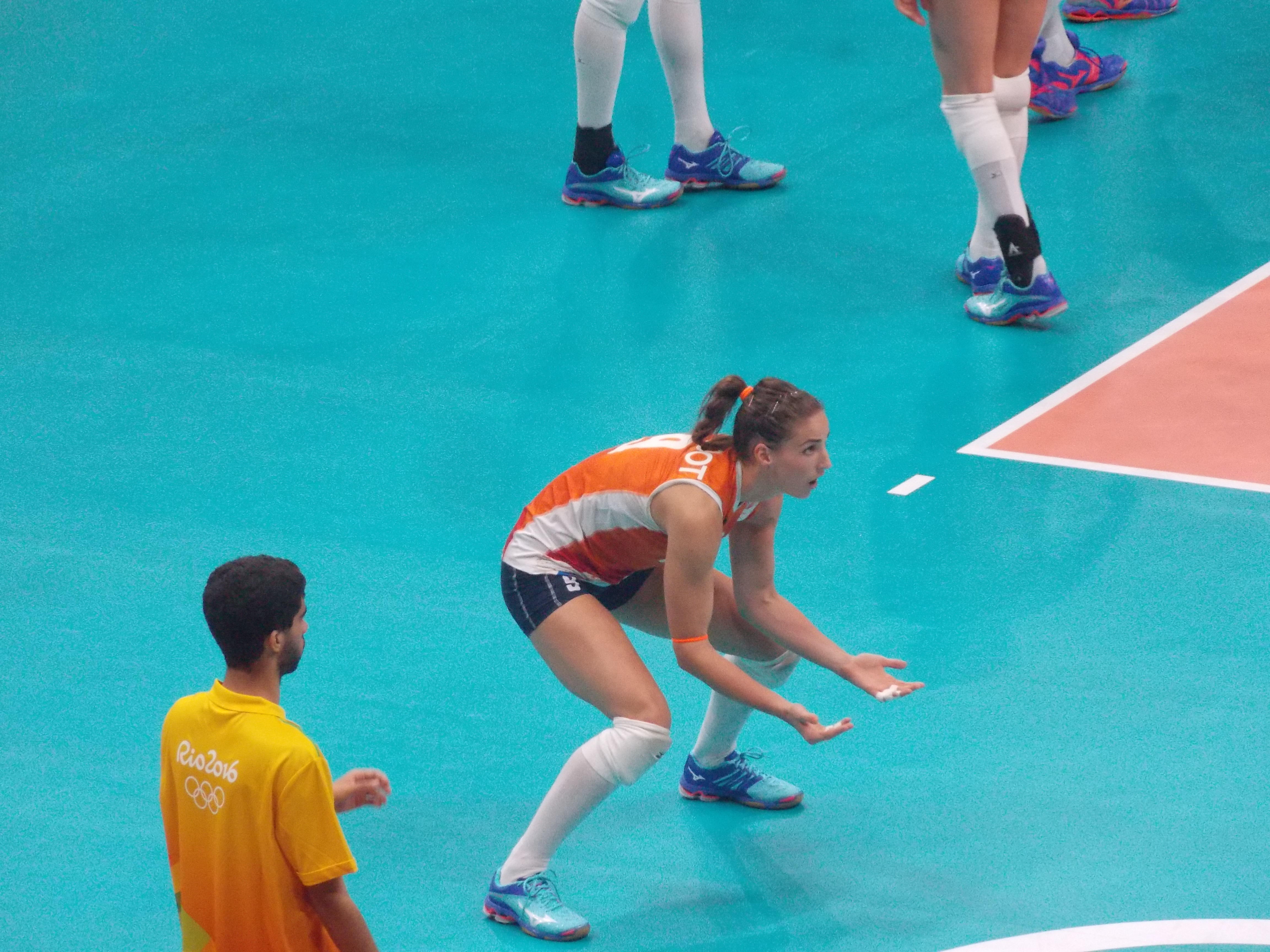
Giochi della XXXI Olimpiade.

Myrthe Schoot inizia la sua carriera nel club della sua città, il Wivoc, giocando in seguito col Boemerang e col Saturnus, per poi approdare nella pallavolo professionistica nella stagione 2005-06, quando viene ingaggiata dal Weert, in Eredivisie, trasferendosi nella stagione seguente al Longa'59, dove resta per un biennio.
Nel campionato 2008-09 approda al blasonato Martinus, conquistando lo scudetto e la Coppa dei Paesi Bassi, mentre nel campionato seguente, dopo la fusione del suo club con l'AMVJ, fa parte del neonato TVC Amstelveen, dove gioca per un biennio e conquista un altro scudetto e un'altra coppa nazionale.
Gioca per la prima volta all'estero nella stagione 2011-12, approdando al Vilsbiburg, club impegnato in nella 1. Bundesliga tedesca, dove resta anche nella stagione successiva, ma accasandosi al Dresdner: il legame col club di Dresda dura per ben sei annate, nel corso delle quali conquista tre scudetti consecutivi e due Coppe di Germania. Per il campionato 2018-19 fa ritorno al Vilsbiburg, dove resta per un triennio, rientrando in patria per l'annata 2021-22, quando gioca per il Talent Team.

### Nazionale
Nel 2005 partecipa con la nazionale Under-18 all'VIII Festival olimpico della gioventù europea, conquistando la medaglia di bronzo.
Nel 2008 debutta in nazionale maggiore, con la quale conquista la medaglia d'argento al campionato europeo 2009, successo bissato in altre due edizioni della rassegna continentale, nel 2015 e nel 2017. Conquista inoltre la medaglia di bronzo al World Grand Prix 2016.

## Palmarès

### Club
- Campionato olandese: 2

2008-09, 2009-10
- Campionato tedesco: 3

2013-14, 2014-15, 2015-16
- Coppa dei Paesi Bassi: 2

2008-09, 2009-10
- Coppa di Germania: 2

2015-16, 2017-18

### Nazionale (competizioni minori)
- Festival olimpico della gioventù europea 2005
- Montreux Volley Masters 2015